# Гайделанд
Гайделанд (нім. Heideland) — громада в Німеччині, розташована в землі Тюрингія. Входить до складу району Заале-Гольцланд. Складова частина об'єднання громад Гайделанд-Ельстерталь-Шкелен.
Площа — 37,45 км2. Населення становить 1744 ос. (станом на 31 грудня 2021).